# Christoffer Gabel
Christoffer Gabel (født 6. august 1617 i Glückstadt, død 13. oktober 1673) var en dansk handelsmand, rentemester og statholder i København. Under Frederik III var han i lange perioder rigets mægtigste mand ved hove.
Han var den ældste søn af købmand Waldemar Gabel og Anna von Horn og han arvede sin faders købmandsstatus da forældrene omkom i 1641. Christoffer blev i slutningen af Trediveårskrigen udnævnt til kongelig proviantmester ved det Brandenburgske Hof. Han var gift med Ermegaard Badenhaupt, datter af rentemesteren i bispedømmet Verden, hvor Frederik 3 en tid var koadjutor. Sammen fik de blandt andet sønnen Frederik Gabel i 1645.
I begyndelsen af 1650'erne drog han til Danmark for at søge lykken og vandt hurtigt kong Frederik 3.s gunst. Gabel blev adlet og fra 1655 forpagtede han de visse og uvisse indtægter af Færøerne mod at svare en årlig afgift på 1000 rigsdaler til kongen. 19. januar 1661 fik han af kongen tilstået Færøerne som len. Hans søn Frederik skulle arve lenet. Afgiften på de 1000 rigsdaler blev opgivet i 1662, hvormed familien opnåede de fulde indtægter af øerne og et egentligt handelsmonopol. Dette arve-len er et usædvanligt træk, eftersom Frederik 3. havde afskaffet lenssystemet i 1661.
Gabel blev kort før Karl Gustav-krigene (1657-1660) udnævnt til kgl. rådgiver, og under krigen var han med som dansk forhandler under Freden i Roskilde. Da enevælden trådte i kraft blev Gabel efter tro tjeneste udnævnt til gehejmeskriver , stats- og kammerherre i den danske adel og statholder i København. Christoffers lykke blev ved med at stige til 1667, hvor hans kone Anna døde under en jagt nær Rekinde. Men hans karriere fortsatte, og da han allierede sig med rigets mægtigste mænd Hans Schack, greve af Schackenborg og Johan Christoffer Kørbitz, amtmand i Roskilde Amt blev Gabel selv den mægtigste mand i Riget – næsten endnu mere magtfuld end selve kongen. Han fik med borgmesterdatteren Christina von Büchloew to uægte børn.
Da Kong Frederik 3. døde i 1670, kom Gabel hurtigt i Dronning Sophie Amalies unåde, og han fik frataget alle sine politiske titler, undtagen titlen som Færøernes lensmand. Gabel døde i 1673 blot 56 år gammel. Hans ældste søn Frederik overtog sin faders titel og fik hurtigt genvundet Gabel-familiens position i dansk politik.
Gabels stilling som færøsk lensmand har i historieskrivningen været ganske negativt vurderet, og "gabelstiden" er på Færøerne kendt som en uhørt hård og streng tid. Det kommer særlig til udtryk i William Heinesens historiske brevroman Det Gode Håb, udg. 1964. 

## Familie
Gabels børn med Ermegaard Badenhaupt:
- Frederik Gabel (1645-1708)
- Anna-Louise Gabel (1647-1659)
- Johan Pieter Gabel (1649-1687)
- Valdemar Christoffer Gabel (1650-1725)

Gabels uægte børn med Christina von Büchloew:[kilde mangler]
- Hans Ditlev von Gabel-Büchloew (1671-1734)
- Christian von Büchloew (1673-1721)

Christoffer Gabels centrale rolle i de turbulente år i sidste halvdel af 1600-tallet har bevirket, at han også kommet med i film om Danmark i denne periode. I filmen Gøngehøvdingen (1961) spilles Christoffer Gabel af Freddy Koch, og i tv-serien Gøngehøvdingen (1992) spilles han af Søren Rode.